# Olimpia Berca
Olimpia Berca (n. 5 iunie 1933, Poieni, Cluj – d. 30 octombrie 2014, Timișoara, România) a fost un critic istoric și literar și stilistician român.

## Biografie
Părinții Olimpiei Berca au fost Gheorghe Șerban (tatăl), funcționar, și Elisabeta (mama, născută Buciuman), casnică. Studiile elementare  -  la Școala primară Spiru Haret din Timișoara, între anii 1940 și 1944, urmând apoi Liceul Carmen Sylva din același oraș, între 1944 și 1952. Facultatea a făcut-o la Facultatea de Filologie a Universității din Timișoara (secția română-germană) între anii 1958 și 1963. A susținut un doctorat în filologie în 1976, cu teza  Teoria versului românesc. Privire istorică”. În 1990, a fost primită în Uniunea Scriitorilor. Debut: "Scrisul bănățean", Timișoara, 1963. A fost căsătorită cu poetul Eugen Dorcescu.
Olimpia Berca practică o critică de factură universitară, întemeiată atât pe cunoașterea teoriilor și procedurilor clasice din domeniul umanistic (prozodie, retorică, tropi, figuri etc.), cât și pe metodologiile suple, oferite de cuceririle moderne din stilistică, poetică, semiotică. Proba cea mai concludentă o reprezintă monumentalul Dicționar istoric de rime (Dosoftei – Arghezi), 1983, întreprindere temerară, unică în literatura noastră de specialitate. 
Lucrările de critică și istorie literară ce au urmat evidențiază o atenție constantă acordată creației literare din Vestul României, în context axiologic național: Dicționar al scriitorilor bănățeni (1940 – 1996), 1996; Lecturi provinciale, 2003; Despre maeștri, 2003; Provincia literară, 2008; Departe de centru, aproape de centru, 2012.  Analiza propriu-zisă recurge la serviciile criticii tematice, ale criticii stilistice, ale psihocriticii, precum și la o informare detaliată asupra documentului literar, asupra filiațiilor,  interferenței motivelor etc., țelul fiind acela de a propune un profil cât mai corect al scriitorului și o încadrare cât mai obiectivă a operei sale. Activitatea Olimpiei Berca  mai cuprinde, între altele, o lucrare de istorie literară – documentaristică: Poezia lui Eugen Dorcescu, comentată de...(în colaborare), Timișoara, 2009,  două ediții critice: Constantin Diaconovici –Loga, Gramatica românească (în colaborare), Timișoara, 1973; George Coșbuc,  Versuri, Timișoara, 1986; Bibliografia stilisticii românești (în colaborare), Timișoara, 1986.

## Colaborări la reviste
- „Scrisul bănățean”
- „Orizont”
- „Familia”,„Contemporanul”
- „Limbă și literatură”
- „Limba română”
- „Caiet de semiotică”
- „Studii și cercetări lingvistice”
- „Paralela 45” (Timișoara)
- „Meridianul Timișoara”
- „Orient latin”
- „Reflex”
- „Caligraf”
- „Rostirea românească”
- „Banat”
- „Timpul”

## Colaborări la radio
Radio-Timișoara, Radio – Reșița, la TV Analog – Timișoara, TVR – Timișoara.

## Activitatea literară
Debut literar
- Debutul absolut: „Scrisul bănățean”, 1963.
- Debutul editorial: „Poetici românești”, Editura Facla, Timișoara, 1976.

Colaborări la volume colective
- Studii de limbă și stil, Coordonare științifică G. I. Tohăneanu și Sergiu Drincu, Editura Facla, 1973;
- Seria Limbaj poetic și versificație în secolul al XIX-lea, Universitatea din Timișoara, 1975-1984;
- Filologie XX, volum îngrijit de Francisc Kiraly, Ivan Evseev și Ioan Muțiu, Universitatea din Timișoara,1977;
- Academia și Banatul, volum îngrijit de Ion Iliescu și Sergiu Drincu, Timișoara, 1988;
- Dicționarul general al literaturii române, Editura Univers Enciclopedic, București, 2004 și urm.  etc.

Opera tipărită:
- Poetici românești, Editura Facla, Timișoara, 1976;
- Dicționar istoric de rime, Editura Științifică și Enciclopedică, 1983;
- Dicționar al scriitorilor bănățeni, Editura Amarcord, Timișoara, 1996;
- Lecturi provinciale, critică literară, Editura Eubeea, Timișoara, 2003;
- Despre maeștri, critică și istorie literară, Editura Mirton, Timișoara, 2003;
- Provincia literară, critică și istorie literară, Editura Eubeea, Timișoara, 2008;
- Departe de centru, aproape de centru, Editura on-line Semănătorul, București, 2009;
- Sorina Ianovici-Jecza, Olimpia Berca, Poezia lui Eugen Dorcescu. Crestomație critică, Brumar, Fundația Triade, Timișoara, 2009;
- Departe de centru, aproape de centru, critică și istorie literară, Editura Mirton, Timișoara, 2012;
- Din literatura timișoreană, critică literară, eseu, interviu, profil bio-bibliografic, iconografie; ediție îngrijită, prefațată și postfațată de Eugen Dorcescu. Editura Mirton, Timișoara, 2015.

Traduceri din literatura universală, în volum:
- Roland Jaccard, Nebunia, Editura de Vest, Timișoara, 1994;
- Jules Dorsay, Motanul negru, Editura Excelsior, Timișoara, 1994;
- André Le Gall, Anxietate și angoasă, Editura Marineasa, Timișoara, 1995.

Ediții critice:  
- Constantin Diaconovici Loga, Gramatica românească, Text stabilit prefață, note și glosar de Olimpia Șerban și Eugen Dorcescu, Editura Facla, 1973;
- George Coșbuc, Versuri, Ediție îngrijită, tabel cronologic și referințe critice de Olimpia Berca, Editura Facla, 1986;
- Colecția „Cartea școlarului”, serie îngrijită, tablou cronologic și referințe critice de Olimpia Berca: Mihai Eminescu, Făt-Frumos din lacrimă. Sărmanul Dionis; Ion Creangă, Amintiri din copilărie; I. L. Caragiale, D-l Goe; G. Coșbuc, Iarna pe uliță; Constantin Negruzzi, Sobieski și românii; Miorița. Greuceanul, Editura Excelsior, Timișoara, 1998.

## Premii literare
- Premiul pentru critică și istorie literară, pe anul 2003, al Filialei Timișoara a Uniunii Scriitorilor din România;
- Diploma de excelență, acordată de Direcția pentru cultură, culte și patrimoniu cultural național al județului Timiș, 2003;
- Premiul I pentru eseu, la Festivalul internațional de creație literară religioasă, ediția a II-a, Timișoara, 2005;
- Premiul „Opera omnia”, acordat de Uniunea Scriitorilor din România, Filiala Timișoara, 5 decembrie 2013.